# Гумбольдт (Миннесота)
Гумбольдт (англ. Humboldt) — город в округе Китсон, штат Миннесота, США. На площади 0,3 км² (0,3 км² — суша, водоёмов нет), согласно переписи 2002 года, проживают 61 человек. Плотность населения составляет 223,8 чел./км².
- Телефонный код города — 218
- Почтовый индекс — 56731
- FIPS-код города — 27-30446[1]
- GNIS-идентификатор — 0645281[2]